# Tutti possono arricchire tranne i poveri
Tutti possono arricchire tranne i poveri è un film del 1976 diretto da Mauro Severino e interpretato da Enrico Montesano e Barbara Bouchet, tratto dall'omonimo romanzo di Italo Terzoli ed Enrico Vaime del 1972.

## Trama
Viviana e Giovanni Renzelli sono una coppia di sposi che vivono a Torino. Lui lavora come centralinista per una grossa azienda di sanitari. Improvvisamente, la vita della coppia cambia quando Giovanni realizza un tredici al Totocalcio da 850 milioni di lire. Una volta intascato il patrimonio si trasferiscono a Montecarlo, cercando di investire la somma e credendo di poter entrare a far parte dell'ambiente dei miliardari, ma in realtà riusciranno solo a sperperare l'intera vincita in improbabili speculazioni edilizie suggerite proprio dalla proprietaria dell'azienda dove lavorava Giovanni.

## Produzione

### Riprese
Il film è stato girato per gli esterni a Torino e nel Principato di Monaco. La scena finale è stata girata nell'Isola di Gavi.